# 親衛隊第7師
親衛隊第7志願山地師「歐根親王」（德語：7. SS-Freiwilligen-Gebirgs-Division „Prinz Eugen“）是納粹德國武裝親衛隊下屬的一個師，主要用於南斯拉夫的反游擊作戰，曾犯下多起戰爭罪行。該師以歷史上神聖羅馬帝國的著名將領，歐根親王為名。
它於1941年由德意志帝國境外的德意志人組成，他們是來自巴納特、克羅埃西亞獨立國、匈牙利和羅馬尼亞。1943年12月31日時該師約有21,102人，於1945年5月11日向南斯拉夫遊擊隊投降。

## 資料來源
1. ↑  （德文）. lexikon-der-wehrmacht.de.   [2016-06-23]. （原始内容存档于2016-04-09）.